# Ardchonnel Castle
Ardchonnel Castle, auch Ardconnel Castle, Innis Chonnel Castle oder Connel Castle, ist eine Burgruine einer Inselburg auf der kleinen schottischen Insel Innis Chonnell im See Loch Awe gegenüber dem Dorf Dalavich. Das Bauwerk nimmt einen großen Teil der Insel ein. Es ist als Scheduled Monument klassifiziert.

## Geschichte
Im Jahre 1315 erhielt Cailean Mór (Colin Campbell) weite Ländereien in der heutigen Council Area Argyll and Bute. Ardchonnel Castle wurde wahrscheinlich in der ersten Hälfte des 13. Jahrhunderts von Mitgliedern des Clans Campbell erbaut. Im 15. Jahrhundert wurden umfangreiche Umbaumaßnahmen im Bereich des Burghofs vorgenommen. Bis ins späte 15. Jahrhundert war Ardchonnel Castle die Hauptburg des Clans und wurde dann von dem neugebauten Inveraray Castle abgelöst. Trotzdem wurde sie weiter von Mitgliedern des alliierten Clans MacLachlan genutzt. Über die Geschichte von Ardchonnel Castle und wann es letztlich aufgegeben wurde, ist wenig bekannt. Es ist lediglich verzeichnet, dass es sich im Jahre 1806 bereits in ruinösem Zustand befand.

## Beschreibung des Bauwerks
Die Anlage besteht aus einer äußeren Vorburg im Osten, die durch ein Eingangstor von einer kleineren, zentralen Vorburg getrennt ist. Das Hauptgebäude, die inneren Vorburg, befindet sich im Westen. Die vorhandenen Gebäude stammen aus verschiedenen Bauphasen. Der älteste erhaltene Teil, die kleine, rechteckige innere Vorburg, ist aus dem 13. Jahrhundert und wurde im 15. Jahrhundert umfassend umgestaltet. Der heutige Grundriss und die Gesamtabmessungen von 25,7 × 25,1 m entsprechen weitgehend der ursprünglichen Anlage. Das Eingangstor an der Ostseite stammt aus dem 15. Jahrhundert, obwohl im 13. Jahrhundert wahrscheinlich an einer ähnlichen Stelle ein Durchgang lag.
Der südliche Teil und der südöstliche Turm, insbesondere die Südfassade, stammen hauptsächlich aus dem 13. Jahrhundert. Die noch erhaltenen Hofgebäude stammen hauptsächlich aus dem 15. Jahrhundert. Sie bestehen aus einem großen vierstöckigen Gebäude, das die südöstliche Ecke des Hofes einnimmt, und einem angrenzenden dreistöckigen Gebäude von wesentlich kleinerem Ausmaß. Der westliche Teil, wie er im 15. Jahrhundert rekonstruiert wurde, besteht aus einem Saal und einer Küche über einer Reihe von Gewölbekellern, einschließlich eines kleinen Gefängnisses, sowie einem Turm im südwestlichen Eck, der eine Reihe von kleinen Privaträumen enthält. Die Überreste der nördlichen Ringmauer stammen wahrscheinlich ursprünglich aus dem 13. Jahrhundert, angebaute Räume wohl aber aus jüngerer Zeit. Die Mauer der mittleren Vorburg, hauptsächlich im 15. Jahrhundert erbaut, ist an der Süd- und Ostseite am besten erhalten. Dort erreicht sie eine maximale Höhe von 2,4 m. Das Torhaus scheint einstöckig gewesen zu sein und war an der Nord- und Südseite mit Brüstungsmauern versehen, die den darunter liegenden Eingang überragten. Die Mauer der äußeren Vorburg ist heute baufällig und unvollständig. Die noch erhaltenen Überreste stammen aus dem 15. Jahrhundert. Jüngere große Baumaßnahmen sind nicht bekannt.